# I'm on a Boat
I'm on a Boat ("Estoy en un barco") es una canción del álbum Incredibad, el primero del grupo musical-humorístico estadounidense The Lonely Island. El vídeo de la canción se emitió por primera vez en el programa Saturday Night Live. Con el cantante T-Pain como estrella invitada, la canción es una parodia de numerosos clichés del mundo del rap, y en especial del vídeo de la canción Big Pimpin de Jay-Z. El vídeo fue el más visto de YouTube en febrero de 2009 y la canción llegó al número 1 de la lista de iTunes en los Estados Unidos. También consiguió una nominación en la categoría de "Mejor Colaboración de Rap" en la 52° edición de los Premios Grammy.

## Música y letra
El humor del vídeo se deriva de la combinación, por una parte, de una actitud agresiva y una abundancia de profanidades ("échale una buena mirada a este puto barco", "no estás a mi altura, mamón"), y por otra parte, del hecho de que la letra se compone en su mayoría de aserciones que van desde lo obvio ("El motor hace ruido") a lo irrelevante ("Tengo una pasmina con un estampado náutico") a lo surrealista ("Voy a llevar este barco hasta la Luna"). Uno de los cantantes proclama que está cabalgando en un delfín, y otro que ha conseguido practicar el sexo con una sirena.
El vídeo comienza con Andy Samberg y sus colegas Akiva Schaffer y Jorma Taccone desayunando en su apartamento. Al servirse sus cereales, Samberg descubre dentro de la caja un vale para un paseo en barco para tres personas. Tras un breve momento de consideración, Samberg elige a Schaffer como su primer acompañante, pero seguidamente descarta a Taccone y elige al cantante T-Pain, que hasta ese momento había permanecido fuera del plano.
A continuación, Samberg, Schaffer y T-Pain aparecen en la cubierta de un yate en las aguas de Florida, vestidos de esmoquin, y con Samberg anunciando que están a punto de zarpar. El trío aparece en varias partes del yate con diversa vestimenta, incluyendo los esmóquins antes mencionados, un traje de piloto militar (parodiando a George W. Bush), trajes de marinero tradicionales, trajes de gala de la marina, y ropa veraniega. El vídeo se remite con frecuencia a Taccone, que habiéndose quedado en tierra, se encuentra realizando acciones comunes (haciendo fotocopias, sacando la basura, recogiendo una multa de tráfico).